# Un animal trop familier
 (décembre 2015).
Si vous disposez d'ouvrages ou d'articles de référence ou si vous connaissez des sites web de qualité traitant du thème abordé ici, merci de compléter l'article en donnant les références utiles à sa vérifiabilité et en les liant à la section « Notes et références ».
Pour plus de détails, voir Fiche technique et Distribution.
Un animal trop familier (Nasty Quacks) est un court métrage d'animation de la série américaine Merrie Melodies réalisé par Frank Tashlin. Il est sorti le 1er décembre 1945 et marque l'apparition d'un prototype de Mélissa Duck, petite amie de Daffy Duck.